# 于晴
于晴，臺灣臺北人，當代華文愛情小說作家。1993年起效力於萬盛，開啟小說出版生涯，迄今已出版單行本作品70餘部，代表作有《妖神兰青》、《就是皇后》，中間經過飛田出版社，目前在萬達盛出版社寫作。
文風有二階段，初期純真可愛，近期深沉溫暖，寫情深刻。 因為是臺灣著名的暢銷言情小說作家，許多作品被轉為簡體字傳播到大陸用戶為基礎的華文小說網站上，于晴與席絹等臺灣作家作品的風行，被認為對中國大陸愛情小說界產生一定程度的影響。但實際上，轉為簡體字並於網路散佈的行為並沒有經過出版社和作者的同意，于晴也並未因此得到任何版稅或報酬。

## 作品
| 出版年份 | 書名 |
| 1993年   | 《親親我的愛》、《紅蘋果之戀》、《觸不到的愛》、《我依然戀你如昔》 《請不要把眼光離開》、《假如我給你我的心》                   |
| 1994年   | 《嗨！偷心俏佳人》、《為你收藏片片真心》、《親密寶貝》、《癡心只是難懂》 《原來是你》、《金鎖姻緣》、《追夫狂想》、《乞兒弄蝶》 |
| 1995年   | 《龍的新娘》、《阿寶公主》、《銀兔姑娘》、《蝴蝶笨婢》、《當男人遇上女人》                                                      |
| 1996年   | 《相公，愛我嗎?》、《情惑那西色斯》                                                                                             |
| 1997年   | 《浪龍戲鳳》、《只想跟你玩親親》、《笑鬧風雲》                                                                                  |
| 1998年   | 《妾心璇璣》、《戲潮女》、《宿命》                                                                                              |
| 1999年   | 《唯心而已》、《挽淚》、《探花郎》、《鳳求凰》                                                                                  |
| 2000年   | 《獨傾君心》、《吉祥娘》、《情意遲遲》                                                                                          |
| 2001年   | 《頑石也點頭》、《非君莫屬》、《閻王且留人》、《天官賜福》                                                                      |
| 2002年   | 《沒心沒妒》、《小胖的異想天開》、《願者上鉤》                                                                                  |
| 2003年   | 《到處是秘密》、《聶十郎》、《及時行樂》                                                                                        |
| 2004年   | 《追月》、《花呆》、《是非分不清》、《家佛請進門(一)》、《家佛請進門(二)》                                                      |
| 2005年   | 《萬萬萬歲》、《稱霸武林的廚師》、《斷指娘子》、《鬥妻番外篇 I》、《鬥妻番外篇 II》                                             |
| 2006年   | 《一鳴天下》、《閒雲公子》、《春香說》、《大興皇朝I》、《大興皇朝II》、《好一個國舅爺》                                         |
| 2008年   | 《為什麼是我》、《大興皇朝III》、《妖神蘭青(上)》、《妖神蘭青(下)》                                                             |
| 2009年   | - . 飛田文化. 2009年1月. ISBN 9789866593581. - . 飛田文化. 2009年7月. ISBN 9789866593918.                                       |
| 2010年   | . 飛田文化. 2010年2月. ISBN 9789862530368.                                                                                      |
| 2013年   | . 飛田文化. 2013年3月. ISBN 9789862532423.                                                                                      |
| 2014年   | . 飛田文化. 2014年1月. ISBN 9789862532898.                                                                                      |
| 2015年   | . 萬達盛出版社. 2015年5月. ISBN 9789869178402.                                                                                  |

## 番外篇
| 出版年份 | 書名                               |
| 1999年   | 《The secret》                     |
| 2008年   | 《怎麼回事系列之為什麼是我番外篇》 |
| 2015年   | 《甜蜜蜜》歷年來的番外             |

## 外部連結
- 于晴部落格（页面存档备份，存于）／Facebook專頁（页面存档备份，存于）